# Ī̆
Ī̆ (minuscule : ī̆), appelé I macron brève, est une lettre latine utilisée en linguistique historique notamment dans la romanisation de l’écriture du sogdien, ou dans l’étude du vieil anglais.
Il s’agit de la lettre I diacritée d’un macron et d’un brève.

## Utilisation
Le ī̆ est utilisé dans l’étude du vieil anglais pour noter une voyelle i longue ou courte.

## Représentations informatiques
Le I macron brève peut être représenté avec les caractères Unicode suivants : 
- composé et normalisé NFC (latin étendu A, diacritiques) :

| formes    | représentations | chaînes de caractères | points de code | descriptions                                       |
| --------- | --------------- | --------------------- | -------------- | -------------------------------------------------- |
| capitale  | Ī̆               | Ī◌̆                    | U+0100 U+0306  | lettre majuscule latine i macron diacritique brève |
| minuscule | ī̆               | ī◌̆                    | U+0101 U+0306  | lettre minuscule latine i macron diacritique brève |

- décomposé et normalisé NFD (latin de base, diacritiques) :

| formes    | représentations | chaînes de caractères | points de code       | descriptions                                                   |
| --------- | --------------- | --------------------- | -------------------- | -------------------------------------------------------------- |
| capitale  | Ī̆               | I◌̄◌̆                   | U+0049 U+0304 U+0306 | lettre majuscule latine i diacritique macron diacritique brève |
| minuscule | ī̆               | I◌̄◌̆                   | U+0049 U+0304 U+0306 | lettre minuscule latine i diacritique macron diacritique brève |